# Karla Vobišová-Žáková
Karla Vobišová-Žáková, (21. ledna 1887 Kunžak – 7. června 1961 Praha) byla první česká profesionální sochařka.

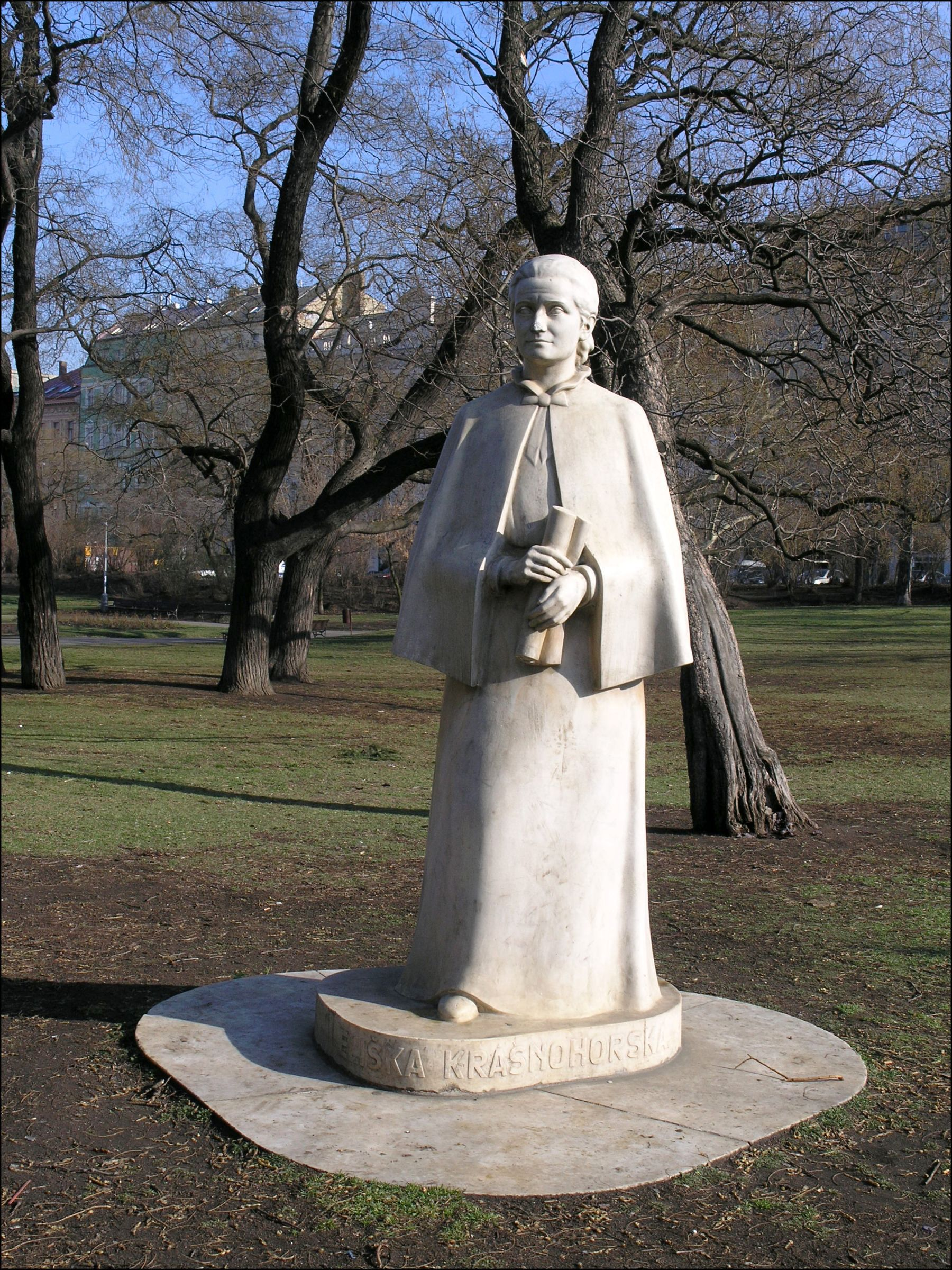
Eliška Krásnohorská, Praha, Karlovo náměstí

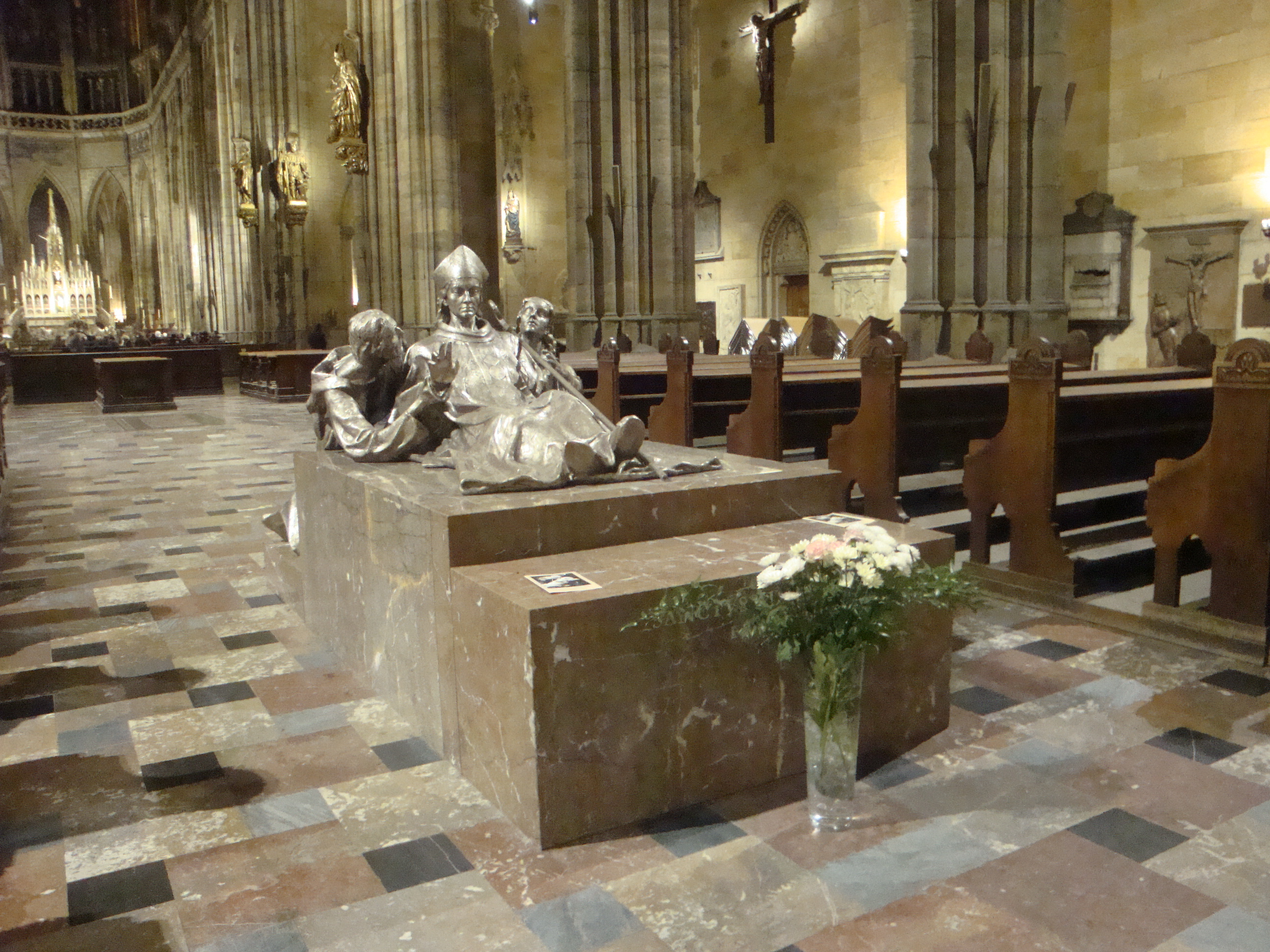
Karla Vobišová-Žáková: Sousoší sv. Vojtěcha, Radima a Radly, katedrála svatého Víta, Václava a Vojtěcha v Praze

## Život
Karla Vobišová se narodila v obci Kunžak u Jindřichova Hradce, jako třetí dítě z celkem třinácti. Byla dcerou Františka Vobiše, mlynáře a krupaře v Kunžaku a jeho manželky Marie. První praktické dovednosti v sochařství získala v ateliérech Břetislava Kafky v Červeném Kostelci. Studovala jako hospitantka v letech 1911–1913 a v roce 1916 na sochařské škole v Hořicích u profesora Quido Kociana. Ve studiu pokračovala v letech 1917–1921 na Umělecko-průmyslové škole v Praze u profesorů Josefa Drahoňovského, Bohumila Kafky, Stanislava Suchardy a Štěpána Zálešáka. V roce 1919 a 1920 pobývala studijně v Mnichově a u prof. Antona Hanáka ve Vídni, v letech 1920-1924 v Paříži u Emila Antoina Bourdella.
Vdala se za svého bývalého spolužáka z hořické školy – sochaře Josefa Žáka (1886–1952); měli spolu dva syny (Přemysl, ̽1924, Karel, ̽1929)
Byla členkou uměleckých sdružení:
- Kruh výtvarných umělkyň (v roce 1933 byla zvolena jeho předsedkyní)[4]
- Brněnský výtvarný spolek Aleš[p 2]

Zemřela v Praze, je pohřbena na pražském Vyšehradském hřbitově.

### Ocenění
- 1928 výroční cena, Výtvarný odbor IV. třídy České akademie věd a umění
- 1941 čestné uznání, Výtvarný odbor IV. třídy České akademie věd a umění

#### Posmrtné uznání
- Karla Vobišová-Žáková je čestnou občankou rodné obce Kunžak, kde je též umístěna její pamětní deska.
- Ke stému výročí narození byla uspořádána výstava životního díla ve Středočeské galerii (1987-1988)

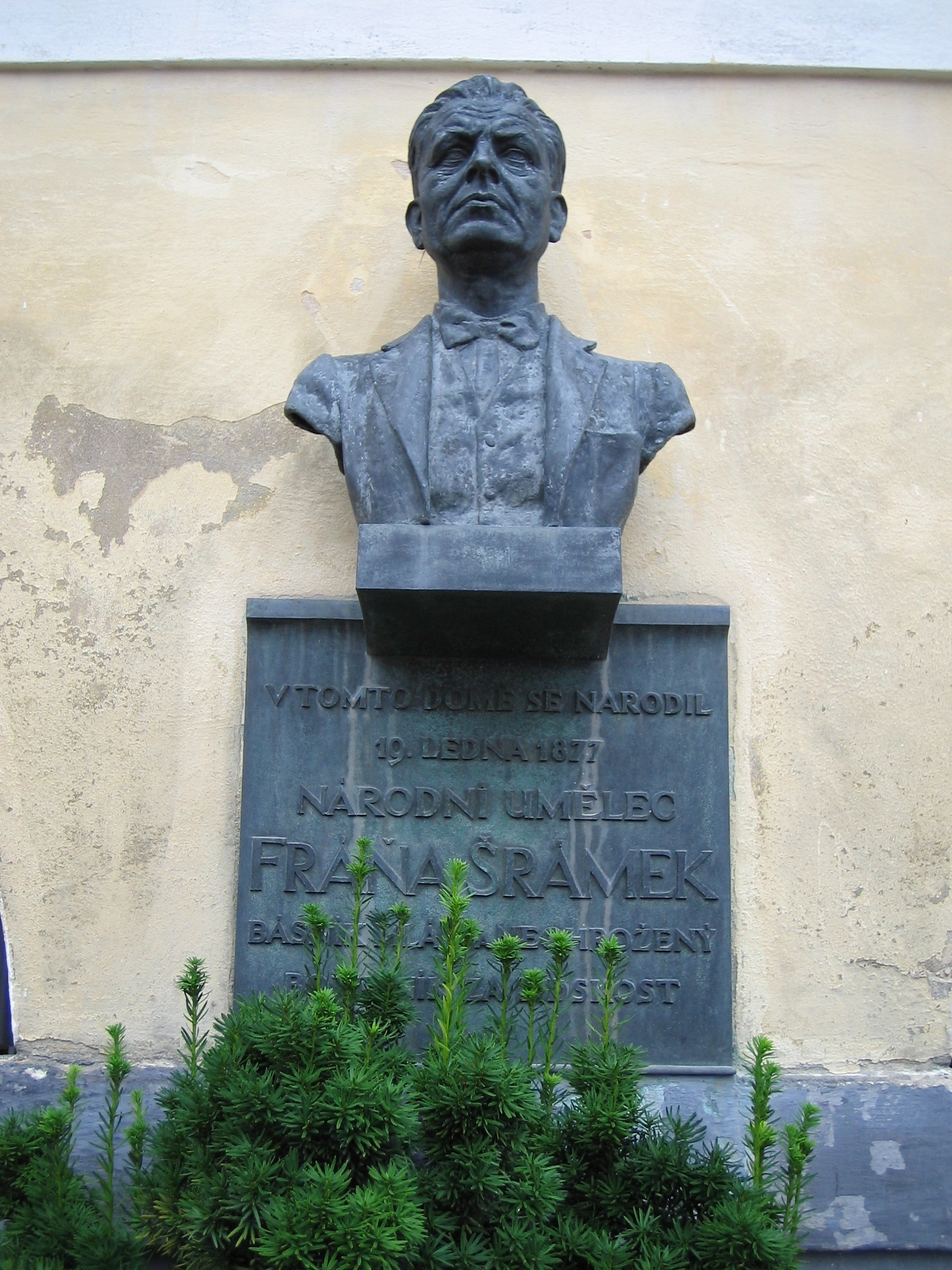
Fráňa Šrámek, pamětní deska na rodném domě v Sobotce

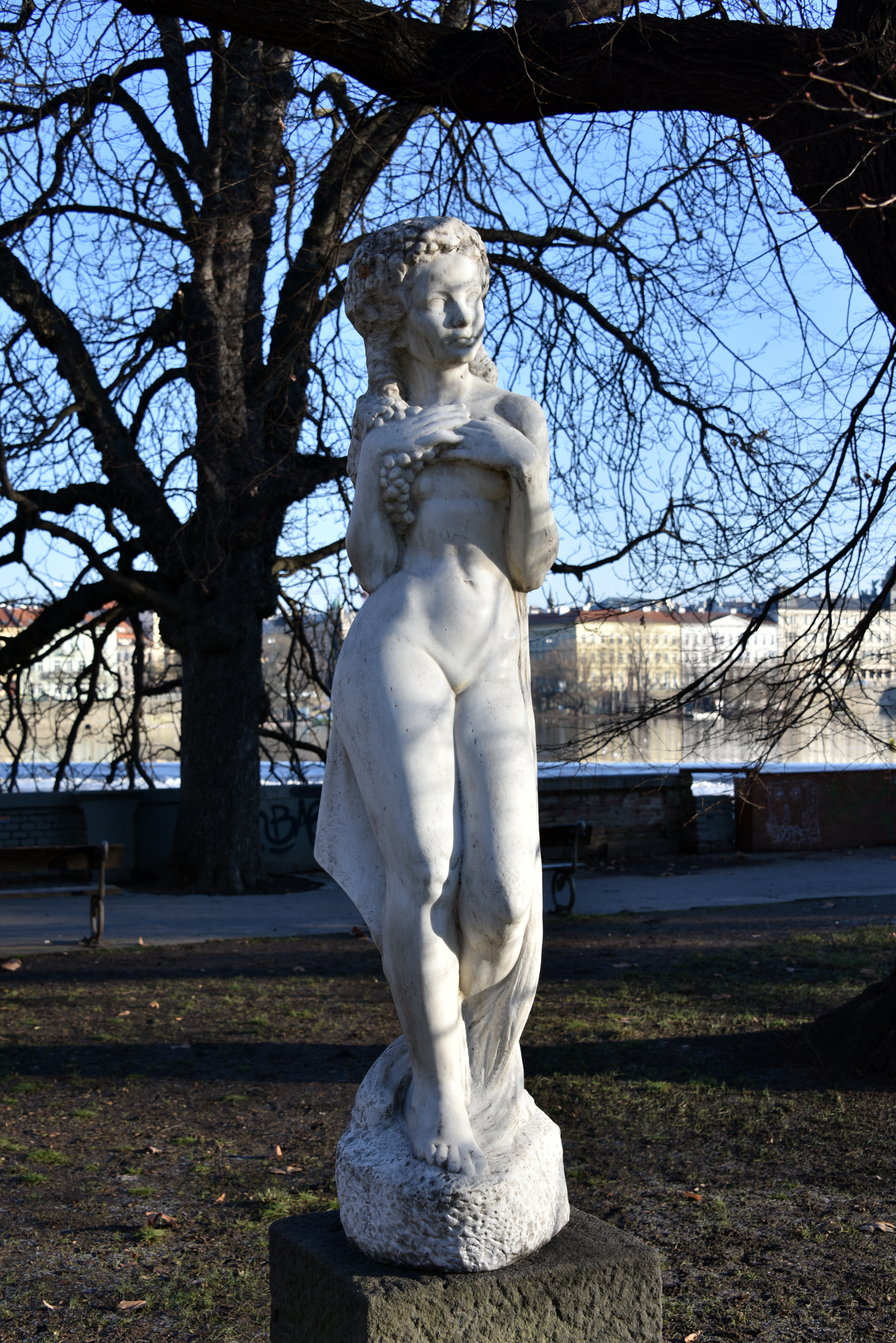
Karla Vobišová-Žáková, socha Réva (Dívka s hrozny)

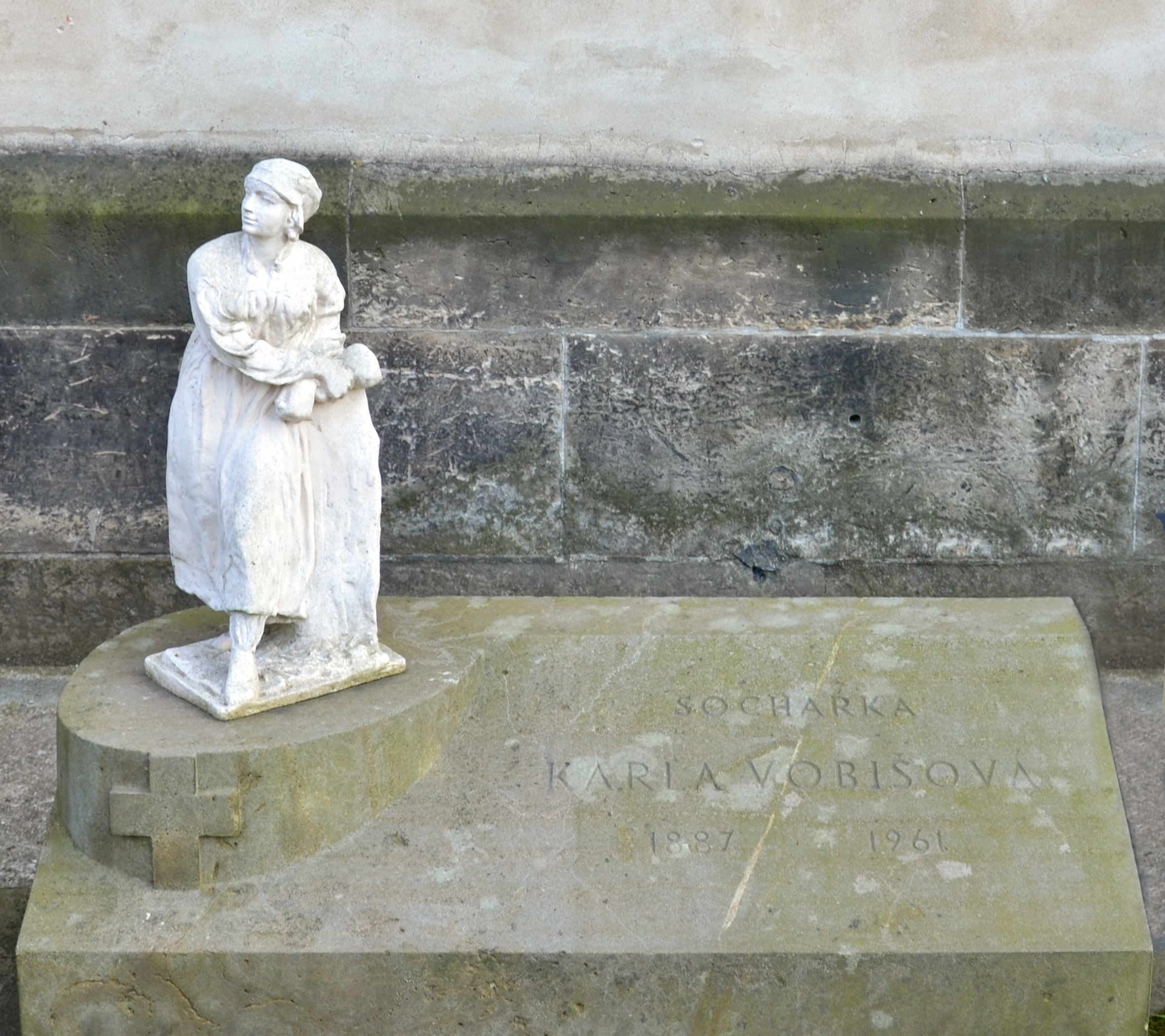
Náhrobek Karly Vobišové, Vyšehradský hřbitov

## Dílo
Díky podpoře Bohumila Kafky získala Vobišová první veřejné zakázky. Je autorkou monumentálního pískovcového Pomníku padlým legionářům v Nové Pace a Památníku padlým v 1. světové válce v Kunžaku se sochou legionáře (1933).
Od roku 1922 vytvořila v bronzu několik menších soch modelovaných sumárně a bez zbytečných detailů, s výraznými gesty rukou (Lotova žena, 1922, Sibyla, 1922, Tatínek se synkem, 1922, Nový život, 1930).
Vytvořila pamětní desku s portrétem Elišky Krásnohorské a roku 1929 získala první cenu v soutěži na pomník Elišky Krásnohorské. Za jeho realizaci (1931) obdržela vyznamenání Akademie věd a umění.
Vobišová je autorkou četných sochařských portrétů známých osobností (Otokar Březina, Jaroslav Vrchlický Charlotta Masaryková, Marie Winterová-Mezerová, Bohumil Kafka, Teréza Nováková, Helena Malířová, Marie Pujmanová, Karolína Světlá, Fráňa Šrámek a paní Šrámková, S.K. Neumann a paní Neumannová, Josef Hora, Václav Šolc, Božena Němcová, Karel Hynek Mácha, Minka Podhajská, Renáta Tyršová, Otakar Mařák, Bohuslav Martinů, PhDr J. Václavková, dr. F. Staněk, K. Weinzettl, K. Jonáš) a pamětních desek.
Vobišová často portrétovala děti - své vlastní (Přemysl, 1921, 1925, 1925, Karel, 1931) i jiné (Dášenka, mramor, 1930, Alenka, 1935) nebo děti Tomáše Bati při příležitosti Zlínského salonu. Mimo to tvořila volná portrétní díla (Hlava ženy, javorové dřevo) a ženské akty (Akt, sádra, 1924, Otvírání studánek, mramor, 1935, Léto, bronz, Réva, kararský mramor, Čtenářka, mušlový vápenec, 1937, Dívka s květinou, bronz, Děvčátko, bronz) Na jejím náhrobku na vyšehradském hřbitově je osazena její plastika Sochařka z roku 1950. Kromě toho zde již roku 1920 jako studentka vytvořila pískovcový náhrobek F. Kukly (1920).
Vobišová se sakrálním uměním zabývala soustavně - vytvořila sochu blahoslavené Anežky z polychromovaného lipového dřeva pro hlavní oltář kostela na Spořilově v Praze, polychromovanou sochu blahoslavené Zdislavy pro plzeňské dominikány (1927), sousoší sv. Petra a Pavla pro kostel v Bratislavě, nebo Pietu z bílého mramoru pro kostel ve Velké Belině na Slovensku (kolem 1960).

### Posmrtná realizace
Od dubna 2018 je v pražské katedrále svatého Víta, Václava a Vojtěcha umístěno sousoší svatého Vojtěcha, obklopeného bratrem Radimem a přítelem Radlou. Socha je výsledkem soutěže vypsané v roce 1936. Původní návrh Karly Vobišové-Žákové z roku 1937, který získal v soutěži 2. cenu (první nebyla udělena), představoval pololežícího světce podpíraného dvěma anděly. Během deseti let vytvořila sochařka tři modely v různých velikostech a finální sádrový model byl vystaven v katedrále v roce 1947. K obnovení prací a realizaci sousoší ve stříbře však došlo až po smrti umělkyně, v období 2010–2018.

## Výstavy
- výstavy Kruhu výtvarných umělkyň v Obecním domě v Praze 1922,[16] 1924
- 1927 Karla Vobišová jako host Kruhu výtvarných umělkyň, Obecní dům v Praze[17] a 1939[18]
- 1959 Sochařka Karla Vobišová českému písemnictví v Památníku národního písemnictví v Praze.
- 1987 Výstava životního díla sochařky u příležitosti stého výročí narození ve Středočeské galerii v Praze.
- 2018 Výstava Karla Vobišová – Básnířka tváří a kamene, galerie Michal's collection, Praha (spojená s křtem monografie)

## Dílo (nejznámější sochy)
- 1919 Pomník padlým v 1. světové válce v Nové Pace[19]
- 1927 Pamětní deska Elišky Krásnohorské na domě v Černé ulici v Praze[20]
- 1927 Portrétní plastika Renáty Tyršové[p 3]
- 1931 Pomník Elišky Krásnohorské na Karlově náměstí v Praze (odhalen 1937)
- 1933 Pomník padlým v 1. světové válce v Kunžaku[21]
- Pamětní deska Fráni Šrámka na rodném domě v Sobotce
- 1937 první cena v soutěži na náhrobek sv. Vojtěcha Sousoší Svatý Vojtěch umírá, stříbro, Katedrála svatého Víta, Václava a Vojtěcha (sádrový návrh 1947, odstraněno po komunistickém převratu 1948, odlito ve stříbře 2018)[22]
- 1960 socha Réva (Dívka s hrozny), Park Kampa, Praha

### Zastoupení ve sbírkách
- Národní galerie v Praze (Ch. Garrigue Masaryková, mramor, Karolina Světlá, bronz, B. Martinů, bronz)
- Oblastní galerie Vysočiny v Jihlavě (A.M. Tilschová, bronz)
- Severočeská galerie v Litoměřicích (K.H. Mácha, sádra)
- Středočeská galerie - GASK (Javorka, bronz)
- Galerie hlavního města Prahy (Mír dětem celého světa, lípa, 1939)
- Moravská galerie v Brně (portrét babičky, hruška, 1927)
- Sbírka tělesné výchovy a sportu Národního muzea (Renata Tyršová, sádrová patinovaná plastika na podstavci z umělého mramoru)[23]
- Památník národního písemnictví (Josef Hora, bronz)
- Náprstkovo muzeum Praha (F. Plamínková, mramor)
- Jedličkův ústav v Praze (prof. Rudolf Jedlička, mramor)
- Archiv Marie Pujmanové v Praze (M. Pujmanová, bronz)
- Muzeum Terezín (Nepokořeni, bronz, 1955)
- Město Sobotka (Fráňa Šrámek, bronz, mramor, V. Šolc, cín)
- Chodské muzeum Domažlice (J. Vrchlický, bronz)
- Základní škola Kunžak (Božena Němcová, bronz)
- Zbiroh - kino v přírodě (J.V. Sládek, cín)
- Balneologické múzeum Piešťany (L. Winter, růžový vápenec)
- soukromé sbírky (Otakar Ostrčil, Otakar Březina, M. Měřičková, dědeček sochařky)